# ジョン・グレッグ
ジョン・グレッグ（英:John Gregg、1828年9月28日-1864年10月7日）は、アメリカ合衆国の判事、政治家であり、南北戦争の時は南軍の将軍だった。ピーターズバーグ包囲戦の間の戦闘で戦死した。

## 初期の経歴
グレッグはアラバマ州ローレンス郡のローレンスビルで、ネイサン・グレッグとサラ・ピアーソル・キャンプ夫妻の息子として生まれた。1857年にジョージア州のラグランジュ大学を卒業し、そこで数学の教授として雇用された。後にはアラバマ州タスカンビアで法律を学んだ。
グレッグは1852年にテキサス州フリーストーン郡に転居し、フェアフィールドの町に居を構えた。その地区の判事に選出され1855年から1860年まで務めた。1858年、グレッグはジェシー・ウィンストン・ガースの娘、アラバマ州出身のメアリー・フランシス・ガースと結婚した。ジェシー・ガースは合衆国を救えるのならば、数百という奴隷を諦めても良いと考える連邦主義者だった。
グレッグはフリーストーン郡で最初の新聞である「フリーストーン郡バイオニア」紙の共同設立者の一人となった。1860年にエイブラハム・リンカーンがアメリカ合衆国大統領に選ばれた後に、この新聞や政治的影響力を使ってアメリカ合衆国からの脱退を協議する会合を招集した。
1861年1月テキサス州オースティンで開催されたテキサス州脱退協議会ではグレッグも代議員として出席した。協議会は1861年2月1日に脱退条例を発布した。アラバマ州モンゴメリー、さらに後にバージニア州リッチモンドで開催されたアメリカ連合国臨時議会では、グレッグがテキサス州代表に選出された。

## 南北戦争での従軍
グレッグは1861年2月15日のアメリカ連合国臨時議会に出席し、8月には代議員を辞職して南軍に入隊した。グレッグはテキサス州に戻って、第7テキサス歩兵連隊を立ち上げ、9月にその大佐となった。グレッグと第7テキサス歩兵連隊は1862年2月12日から16日に行われたドネルソン砦の戦いが初戦であり、このとき守備隊の大半と共に捕まえられた。グレッグは監禁のためにマサチューセッツ州ボストンのウォーレン砦に送られた。
1862年8月15日、グレッグは捕虜交換で釈放され、8月29日には准将に昇進した。その後西部戦線任務のためにミシシッピ州に派遣され、1862年10月24日から1863年3月までミシシッピ軍第1師団の第10旅団長を任された。グレッグの第10旅団はその後1863年3月から5月まで、ミシシッピ・アンド・東ルイジアナ方面軍第3地区軍に割り付けられた。
グレッグの部隊はグレッグ旅団と呼ばれるようになり、1863年5月10日には西部方面軍ウィリアム・H・T・ウォーカー師団に付設された。グレッグにとってミシシッピ州では最初の大きな戦闘は5月12日のレイモンドの戦いであり、その配下3,000名の旅団は北軍ジェイムズ・マクファーソン少将の指揮する総勢10,000名の第17軍団と大変な6時間の戦闘を続けた。この戦闘後グレッグ旅団はミシシッピ州ジャクソンへの撤退を強いられ、6月14日にはジャクソンの戦いに参戦した。
グレッグ旅団は1863年9月、一時的にテネシー軍予備軍団の一部となった。9月19日のチカマウガの戦いの時は、テネシー軍第3軍団ブッシュロッド・ジョンソン師団に付けられた。グレッグは9月20日に首を撃たれて重傷を負った。傷が快復したグレッグはロバート・E・リーの北バージニア軍において有名なフッドのテキサス旅団指揮を任された。
グレッグの旅団は1864年春の東部戦線で、荒野の戦い、スポットシルバニア・コートハウスの戦い、コールドハーバーの戦いおよびピーターズバーグ包囲戦に参戦した。
1864年5月3日の荒野の戦いでグレッグは負傷し、その後はピーターズバーグ包囲戦までリー軍に随った。

### 戦死
1864年10月7日、グレッグはリッチモンド近くチャールズシティ道路沿いで、2回目となる首を撃たれ戦死した。グレッグは反撃を率いているときに撃たれた。グレッグはミシシッピ州アバディーンにあるオッドフェローズ墓地に埋葬されることになった。妻のメアリー・ガース・グレッグが遺体を引き取るために戦線を抜けて旅した。

## 記念
テキサス州グレッグ郡は1873年に創設されたときに、ジョン・グレッグに因んで名付けられた。